# Belmonte (Espanha)
Belmonte é um município situado na província de Cuenca, Comunidade Autônoma de Castilla-La Mancha, (Espanha).

## Património
- Castelo de Belmonte